# Église Saint-Sauveur de Saint-Sauveur-d'Aunis
L'église Saint-Sauveur est une église située à Saint-Sauveur-d'Aunis, dans le département français de la Charente-Maritime en région Nouvelle-Aquitaine.

## Historique
L'église est inscrite au titre des monuments historiques par arrêté de 1925.

## Galerie

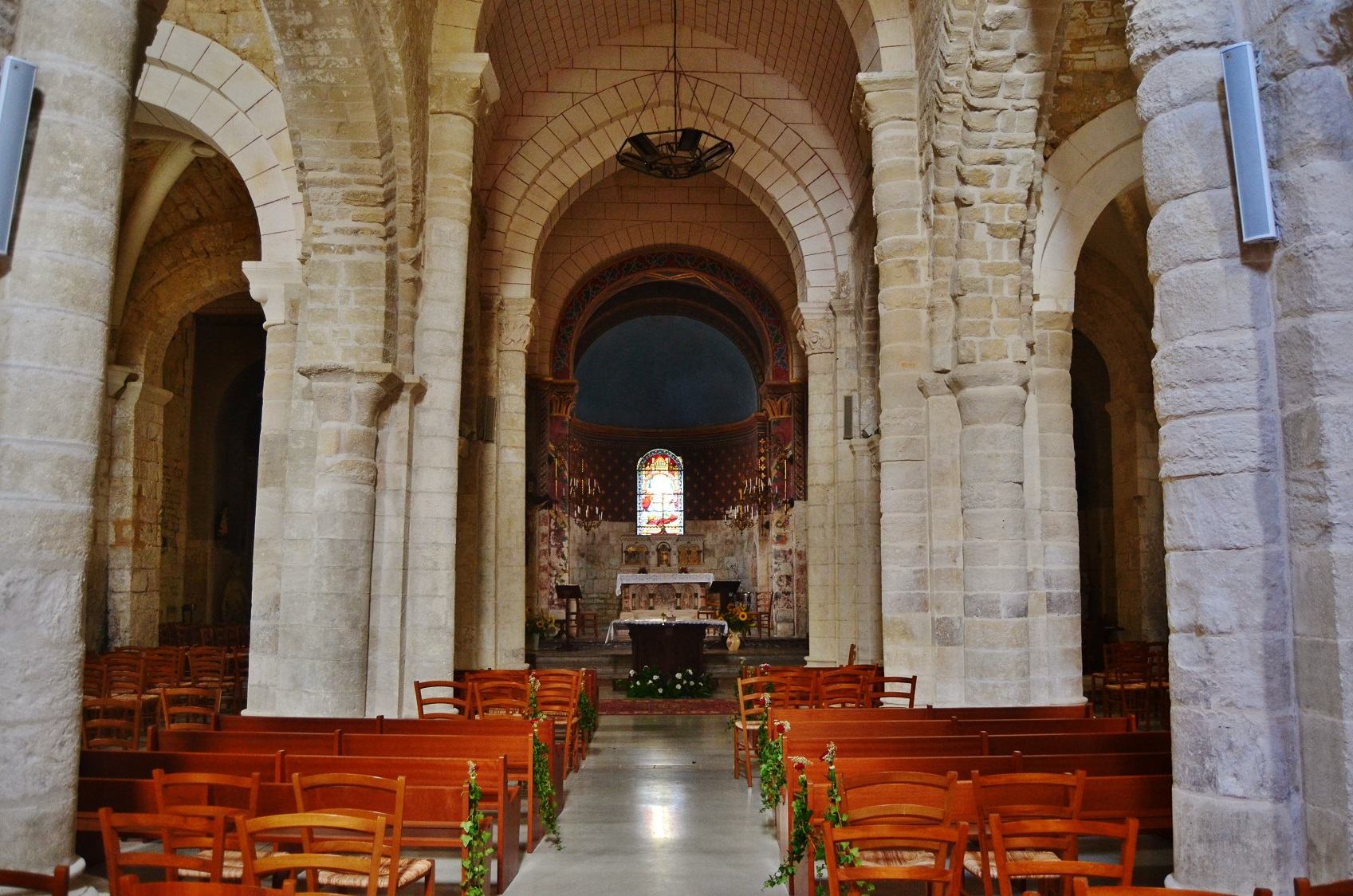
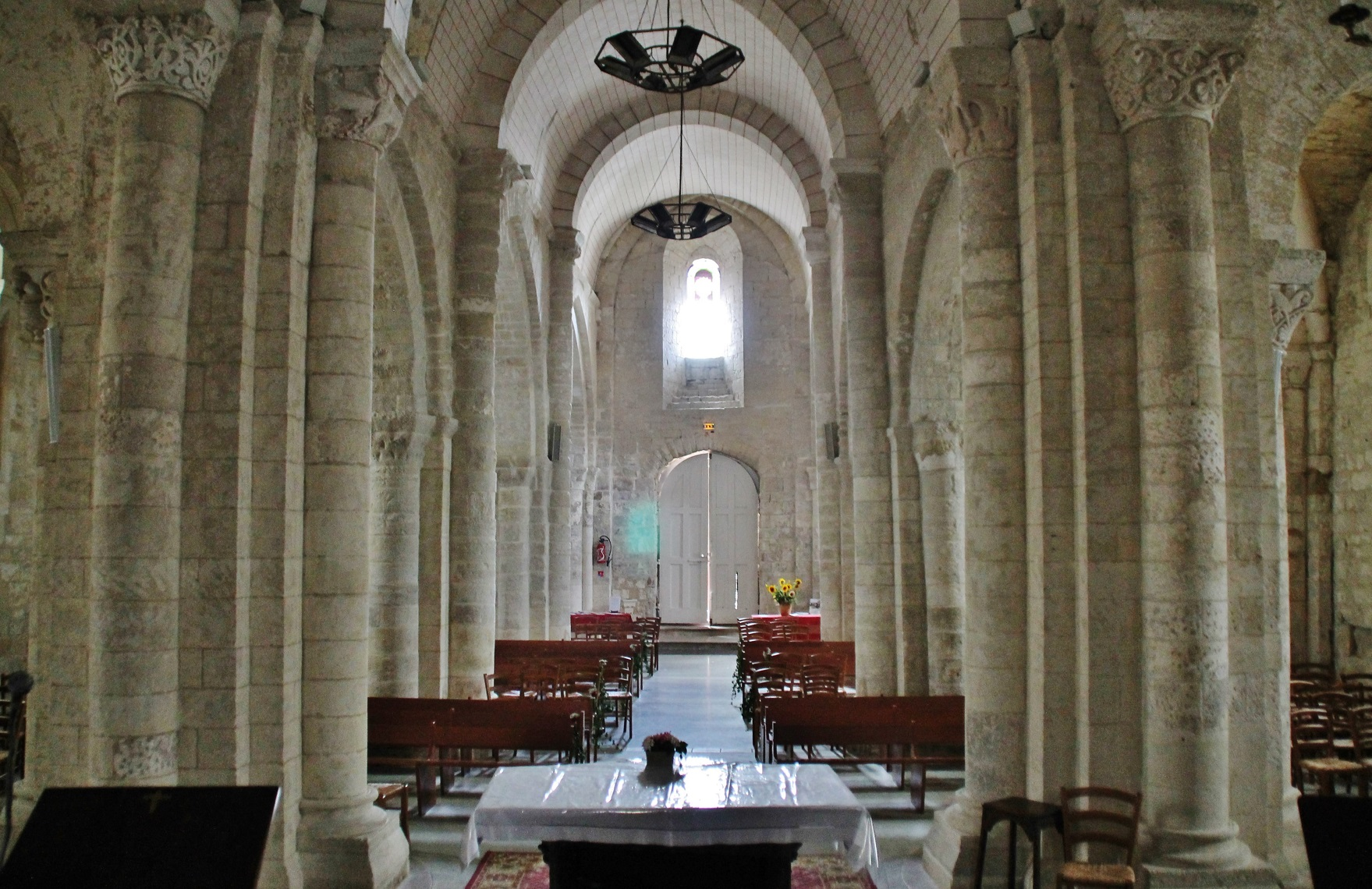
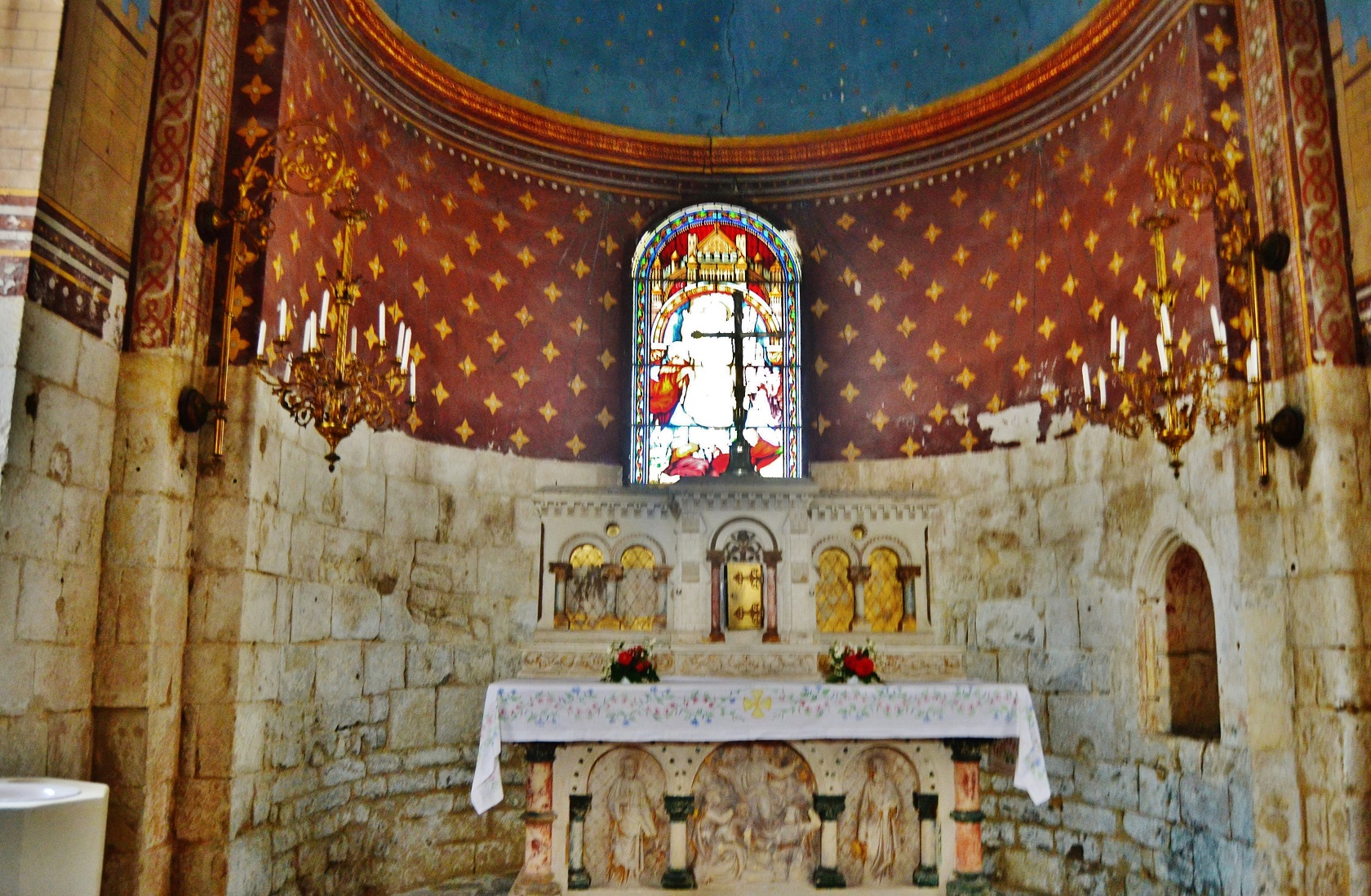